# Transactions of the Institute of British Geographers
Transactions of the Institute of British Geographers（トランザクションズ・オブ・ザ・インスティテュート・オブ・ブリティッシュ・ジオグラファーズ、英国地理学会報）は、王立地理学会に代わってWiley-Blackwellが発行する査読付きの学術雑誌。創刊が古く、地理学の歴史上で重要な論文が多く収録されている。
Journal Citation Reportによる2005年のインパクトファクターは3.5であり、地理学の38誌のうち第3位である。英語によるゼネラリスト誌であり、地理学分野において世界的なインパクトが高い。イギリスの地理学者は自身の最良の研究をこの雑誌に投稿してきた。しかし、非常に良い論文はNatureなどの自然科学系ゼネラリスト誌に掲載する傾向にある。
地理学全般を扱うが、自然地理学論文の少なさが課題となっている。